# Zmarli w styczniu 2012

## Styczeń 2012
- 31 stycznia
  - Anthony Bevilacqua, amerykański duchowny katolicki, kardynał, arcybiskup Filadelfii[1]
  - Leslie Carter, amerykańska piosenkarka[2]
  - Włodzimierz Cłapiński, polski lekkoatleta (średniodystansowiec) i inżynier[3]
  - Tristram P. Coffin, amerykański folklorysta[4]
  - Zygmunt Mańkowski, polski historyk, pedagog i publicysta, profesor[5]
  - Dorothea Tanning, amerykańska malarka[6]
- 30 stycznia
  - Tadeusz Kierczyński, polski ekonomista, wykładowca SGH[7][8]
  - George Lambert, amerykański pięcioboista nowoczesny[9]
  - Knud Nielsen, duński polityk i nauczyciel, deputowany krajowy i europejski[10]
  - Henryk Szumski, polski dowódca wojskowy, generał broni WP, szef Sztabu Generalnego Wojska Polskiego[11]
- 29 stycznia
  - Henryk Goźliński, polski chemik, wykładowca SGGW[12][13]
  - John Rich, amerykański reżyser[14]
  - Oscar Luigi Scalfaro, włoski polityk, prezydent Włoch w latach 1992-1999[15]
  - Henrique da Silva Horta, portugalski wiceadmirał, gubernator Wysp Zielonego Przylądka (1974)[16]
  - Tadeusz Ulatowski, polski koszykarz i trener koszykówki, profesor nauk o kulturze fizycznej[17]
  - Camilla Williams, amerykańska, czarnoskóra śpiewaczka operowa, sopranistka[18]
- 28 stycznia
  - Ignacy Jurecki, polski polityk i związkowiec, poseł na Sejm II kadencji (1993–1997)[19]
  - Roman Juszkiewicz, polski astrofizyk, kosmolog[20]
- 27 stycznia
  - Bogusława Pietkiewicz, polska zawodniczka w skokach do wody, olimpijka z Meksyku (1968)[17]
  - István Rózsavölgyi, węgierski lekkoatleta, średniodystansowiec[21]
  - Kazimierz Smoleń, polski więzień niemieckich obozów koncentracyjnych, współtwórca i długoletni dyrektor Państwowego Muzeum Auschwitz-Birkenau[22]
- 26 stycznia
  - Ian Abercrombie, brytyjski aktor[23]
  - Jacek Kwieciński, polski dziennikarz, związany m.in. z „Gazetą Polską”[24]
  - Roberto Mieres, argentyński kierowca wyścigowy[25]
  - Franco Pacini, włoski astronom[26]
- 25 stycznia
  - Veronica Carstens, niemiecka lekarka, pierwsza dama, żona Karla Carstensa[27]
  - Kosta Conew, bułgarski aktor[28]
  - Kazimierz Jasiński, polski kolarz, olimpijczyk (1968)[29]
  - Dick Kniss, amerykański basista grupy Peter, Paul and Mary[30]
  - Maciej Niemiec, polski poeta[31]
  - Mark Reale, amerykański gitarzysta grupy Riot[32]
  - Marian Rejewski, polski biolog[33]
- 24 stycznia
  - Teo Angelopoulos, grecki reżyser filmowy[34]
  - James Farentino, amerykański aktor[35]
  - Vadim Glowna, niemiecki aktor, reżyser filmowy[36]
- 23 stycznia
  - Bingham Ray, amerykański filmowiec[37]
- 22 stycznia
  - Małgorzata Baranowska, polska poetka, pisarka, krytyk i historyk literatury, varsavianistka[38]
  - Rita Gorr, belgijska śpiewaczka operowa (mezzosopran)[39]
  - Dragutin Kosovac, jugosłowiański polityk i menedżer, przewodniczący Rady Wykonawczej (premier) Socjalistycznej Republiki Bośni i Hercegowiny (1969–1974)[40]
  - Marek Ołdakowski, polski pisarz, publicysta, dziennikarz[41]
  - Pierre Sudreau, francuski polityk, minister[42]
  - Jauhien Szatochin, białoruski malarz, grafik[43]
- 21 stycznia
  - Irena Jarocka, polska piosenkarka[44]
  - Piotr Perżyło, polski lekkoatleta, kulomiot[45]
- 20 stycznia
  - Mirosław Baranowski, polski działacz partyjny i państwowy, wiceminister przemysłu chemicznego (1977) i górnictwa (1977–1978)[46]
  - Larry Butler, amerykański producent muzyki country, znany ze współpracy z Kenny Rogersem[47]
  - Etta James, amerykańska piosenkarka[48]
  - Roman Lewandowski, polski duchowny katolicki diecezji pelplińskiej, kanonik, Honorowy Obywatel Miasta Chojnice[49]
  - Witold Kiedrowski, polski duchowny katolicki, weteran II wojny światowej, kapelan, działacz polonijny i kombatancki we Francji, kawaler Legii Honorowej[50]
  - Jeffrey Ntuka, południowoafrykański piłkarz[51]
  - Jiří Raška, czeski skoczek narciarski[52]
  - Michael Welsh, brytyjski polityk, deputowany Izby Gmin (1979–1992)[53]
  - Tadeusz Zastawnik, polski inżynier i działacz państwowy, poseł na Sejm I kadencji (1952–1957), wiceminister energetyki i energii atomowej[54]
- 19 stycznia
  - Sarah Burke, kanadyjska narciarka[55]
  - Euzebiusz Kiełkiewicz, polski inżynier, polityk, samorządowiec, prezydent Pruszkowa[56]
  - Winston Riley, jamajski muzyk, producent muzyczny[57]
- 18 stycznia
  - Thérese Delpech, francuska politolog[58]
  - Jadwiga Kędzierzawska, polska reżyser[59]
  - Wałentyn Trojanowski, ukraiński piłkarz[60]
  - Giuseppe Vedovato, włoski polityk i dziennikarz, przewodniczący Zgromadzenia Parlamentarnego Rady Europy (1972–1975)[61]
- 17 stycznia
  - Phil Bosmans, belgijski duchowny katolicki, pisarz[62]
  - Johnny Otis, amerykański piosenkarz[63]
- 16 stycznia
  - Juan Carlos Perez, hiszpański piłkarz[64]
  - Uładzimir Żbanau, białoruski rzeźbiarz[65]
  - Jimmy Castor, amerykański kompozytor muzyki rozrywkowej[66]
- 15 stycznia
  - Mika Ahola, fiński motocyklista[67]
  - Ed Derwinski, amerykański polityk, Sekretarz Spraw Weteranów (1989-1992)[68]
  - Manuel Fraga Iribarne, hiszpański polityk, dyplomata[69]
  - Carlo Fruttero, włoski pisarz[70]
  - Pirkko Länsivuori, fińska lekkoatletka, sprinterka[71][72]
  - Bronisław Troński, polski prawnik, dziennikarz, pisarz i scenarzysta[73]
- 14 stycznia
  - Janey Buchan, brytyjska i szkocka polityk, eurodeputowana I, II i III kadencji (1979–1994)[74]
  - Arfa Karim, pakistańska informatyk, programistka[75]
- 13 stycznia
  - Rauf Denktaş, turecki polityk, prezydent Tureckiej Republiki Cypru Północnego[76]
  - Marek Keller, polski ornitolog, wykładowca SGGW[77][78]
  - Lefter Küçükandonyadis, turecki piłkarz[79]
  - Edward Meisner, polski ekonomista i polityk, wiceminister przemysłu ciężkiego (1972–1981)[80]
  - Miljan Miljanić, serbski piłkarz, trener piłkarski[81]
  - Hanna Szwankowska, polska historyczka, varsavianistka[82]
  - Ryszard Kraszewski, polski polityk i rolnik, poseł na Sejm X kadencji (1989–1991)[83]
  - Zbigniew Wegehaupt, polski kontrabasista jazzowy[84]
  - Andrzej Krzysztof Wróblewski, polski dziennikarz[85]
  - Krystyna Zamiara, polska filozof[86]
- 12 stycznia
  - Maria Bugaj, polska chemiczka, pedagog[87]
  - Krzysztof Gąsiorowski, polski poeta, krytyk literacki, eseista[88]
  - Jan Goc, polski dziennikarz[89]
  - Piotr Krystek, polski muzyk, wokalista grupy Turbo[90]
- 11 stycznia
  - Bohumil Golian, słowacki siatkarz[91]
  - Hanna Świda-Ziemba, polska socjolog, profesor, działaczka opozycyjna w czasach PRL[92]
- 10 stycznia
  - Bert Bushnell, brytyjski wioślarz, olimpijczyk[93]
  - Leszek Opałacz, polski dziennikarz sportowy[94]
  - Takao Sakurai, japoński bokser[95]
  - Krystyna Spikert, polska działaczka społeczna i kulturalna, aktorka migowa[96]
  - Gework Wartanian, radziecki agent wywiadu, jeden z najsłynniejszych i najskuteczniejszych szpiegów okresu zimnej wojny[97]
- 9 stycznia
  - Krystyna Leżoń, polska pielęgniarka, uczestniczka powstania warszawskiego[98]
  - Robert Nelson, amerykański reżyser filmów eksperymentalnych[99]
  - Malam Bacai Sanhá, gwinejski polityk, prezydent Gwinei Bissau (2009-2012)[100]
- 7 stycznia
  - Ibrahim Aslan, egipski pisarz, scenarzysta[101]
- 6 stycznia
  - Roger Boisjoly, amerykański inżynier[102]
  - John Celardo, amerykański grafik, twórca komiksów[103]
  - Edward Hałoń, polski żołnierz, kierownik przyobozowej organizacji podziemnej PPS[104]
- 5 stycznia
  - Frederica Sagor Maas, amerykańska scenarzystka filmowa pochodzenia rosyjskiego[105]
  - Aleksandr Sizonienko, radziecki koszykarz[106]
  - Janina Stapińska, polska lekarka, doc. dr hab. med.[107]
- 4 stycznia
  - Eve Arnold, amerykańska fotografka[108]
  - Jerzy Gnatowski, polski malarz[109]
  - Kerry McGregor, brytyjska piosenkarka, uczestniczka brytyjskiej edycji X Factora[110]
  - Xaver Unsinn, niemiecki hokeista, olimpijczyk, były trener reprezentacji RFN w hokeju na lodzie[111]
- 3 stycznia
  - Zdzisław Jusis, polski rzemieślnik i działacz społeczny, poseł na Sejm PRL VIII kadencji (1980–1985)[112]
  - Stiepan Oszczepkow, rosyjski kajakarz, mistrz olimpijski[113]
  - Víctor Arriagada Ríos, chilijski grafik, twórca filmów animowanych[114]
  - Josef Škvorecký, czeski pisarz, tłumacz i wydawca[115]
  - Bob Weston, brytyjski gitarzysta grupy Fleetwood Mac[116]
- 2 stycznia
  - Ivan Calin, radziecki, polityk, przewodniczący Prezydium Rady Najwyższej (prezydent) (1980–1985) i premier Mołdawskiej SRR (1985–1990)[117]
  - Marian Piech, polski profesor nauk rolniczych, rektor Akademii Rolniczej w Szczecinie[118]
  - Larry Reinhardt, amerykański gitarzysta rockowy[119]
- 1 stycznia
  - Gary Ablett, angielski piłkarz[120]
  - Bob Anderson, brytyjski szermierz, reżyser i choreograf walk filmowych (Gwiezdne wojny, Władca Pierścieni)[121]
  - Jan Baas, holenderski polityk i nauczyciel, deputowany krajowy i europejski[122]
  - Jorge Andrés Boero, argentyński motocyklista[123]
  - Kiro Gligorow, macedoński polityk, prezydent Macedonii w latach 1991-1999[124]
  - Edgar Jenkins, amerykański polityk[125]
  - Yafa Yarkoni, izraelska piosenkarka[126]